# National League (piłka nożna w Anglii)
Football Conference – rozgrywki piłkarskie, w których grają drużyny z Anglii i Walii.
Założone zostały w roku 1979. W ich skład wchodzą trzy ligi: Conference National, Conference North oraz Conference South. Niektóre kluby grające w Football Conference są profesjonalne, jednak większość drużyn jest półprofesjonalna. Conference National jest piątą i zarazem najniższą ogólnokrajową ligą w Anglii, tuż za Premier League oraz trzema ligami wchodzącymi w skład The Football League. Conference National jest także najwyższą ligą nieligowej piłki nożnej (non-League football). Conference North i Conference South to szósty poziom rozgrywkowy w Anglii.

## Historia
Football Conference została założona w roku 1979 przez kluby z Northern Premier League i Southern Premier League i początkowo nosiła nazwę Alliance Premier League. Od roku 1984 liga nosiła różne nazwy w zależności od tego kto był jej sponsorem. W roku 1986 nazwa została zmieniona na Football Conference. Od sezonu 2007/2008 po podpisaniu kontraktu z firmą Blue Square Conference National nosi nazwę Blue Square Premier, zaś dwie niższe ligi: Blue Square North oraz Blue Square South.
Od roku 1987 z ligi awansował jeden klub, w roku 2003 liczba drużyn została zwiększona do dwóch.
W skład Football Conference do roku 2004 wchodziła tylko jedna liga, jednak w sezonie 2004/2005 została ona powiększona i obecnie zawiera trzy ligi.